# Dany Abounaoum
Dany Abounaoum (arab. ‏داني ابو نعوم‎; ur. 23 października 1969) – libański narciarz alpejski, uczestnik Zimowych Igrzysk Olimpijskich 1992.
Najlepszym wynikiem Abounaouma na zimowych igrzyskach olimpijskich jest 62. miejsce w slalomie na Zimowych Igrzyskach Olimpijskich 1992 w Albertville.
Abounaoum nigdy nie wystartował na mistrzostwach świata.
Abounaoum nigdy nie wystartował w zawodach Pucharu Świata.

## Osiągnięcia

### Zimowe igrzyska olimpijskie
| Igrzyska         | Konkurencja | Czas    | Wynik | Zwycięzca            |
| ---------------- | ----------- | ------- | ----- | -------------------- |
| Albertville 1992 | Gigant      | 3:24.39 | 88.   | Alberto Tomba        |
| Albertville 1992 | Slalom      | 3:03.76 | 62.   | Finn Christian Jagge |